# Baptiste Pesenti
Pour les articles homonymes, voir Pesenti.
Pas d'image ? Cliquez ici

a Compétitions nationales et continentales officielles uniquement.

b Matchs officiels uniquement.
Dernière mise à jour le 16 mars 2025.
Baptiste Pesenti, né le 3 juillet 1997 à Saint-Claude (Jura), est un joueur international français de rugby à XV évoluant principalement au poste de deuxième ligne au Stade français depuis 2022.

## Biographie

### Jeunesse et formation
Il est le petit-neveu de Muriel Mandrillon, championne de France de slalom en 1975.
Formé à la section rugby de la cité scolaire de Saint-Claude dans le Jura, Baptiste Pesenti, devenu lycéen, intègre la section Sport-étude de rugby du Lycée Mermoz de Montpellier puis rejoint naturellement l'école de rugby du MHR. Il ne portera pas le maillot de l'équipe première de Montpellier.
Il évolue ensuite avec l'équipe du centre de formation de la Section paloise à son arrivée dans le Béarn.

### En club

#### Section paloise Béarn Pyrénées (2016-2021)
Baptiste Pesenti rejoint la Section paloise durant l'été 2016 en signant un contrat Espoir de trois ans. Durant sa première saison, en 2016-2017, il joue majoritairement avec les Espoirs mais dispute tout de même quatre matchs de Challenge européen. Il dispute son premier match professionnel le 21 octobre 2016 en Challenge européen face au Cardiff Blues en tant que remplaçant.
Durant la saison 2017-2018, il entre dans la rotation paloise en disputant 14 matches de Top 14 et inscrivant 4 essais. Il inscrit son premier essai en Top 14 le 16 septembre 2017, lors de la victoire paloise, 28 à 13, face au Castres Olympique. En mai 2018, il prolonge son bail avec le club pyrénéen de deux saisons.
Lors de la saison 2018-2019, il devient un joueur majeur de la Section paloise, disputant 21 matches de Top 14 et 3 en Challenge européen. Il inscrit son seul essai de la saison lors de la 11e journée de championnat face au Lyon OU. Le 23 mars 2019, lors de la 20e journée de championnat face au Montpellier Hérault rugby au Stade du Hameau, il reçoit le premier carton rouge de sa carrière pour un plaquage dangereux sur Thomas Darmon,.
La saison 2019-2020 est marquée par son arrêt en mars 2020 en raison de la pandémie de Covid-19. Avant son arrêt, il dispute tout de même 9 matches de Top 14 (1 essai) et 5 matches de Challenge européen (2 essais).
Lors de la saison 2020-2021, il dispute seulement 14 matches de Top 14. Le 27 décembre 2020, il reçoit un carton rouge face au Stade français Paris pour une charge épaule contre tête sur Lester Etien, et se retrouve suspendu pour trois semaines.
En juin 2021, désireux de donner une nouvelle orientation à sa carrière, il est libéré de son contrat par la Section paloise.

#### Racing 92 (2021-2022)
En juin 2021, Baptiste Pesenti s'engage pour quatre saisons avec le Racing 92 après que le Racing ait déboursé 500 000 euros pour obtenir sa libération anticipée de Pau.
Il dispute son premier match sous ses nouvelles couleurs lors de la 2e journée de Top 14 à domicile face au Stade rochelais (victoire 23 à 10) en tant que remplaçant et en entrant sur la pelouse à la 62e minute à la place de Bernard Le Roux. En octobre 2021, il se blesse gravement à l'épaule lors du match face à l'USA Perpignan et doit se faire opérer. Son absence est estimée à cinq mois. Il fait son retour le 20 février 2022 lors du déplacement de l'équipe francilienne au Stade Chaban-Delmas pour y défier l'Union Bordeaux Bègles. Finalement, il dispute 11 matches de Top 14 durant la saison. Il inscrit un seul essai, en avril 2022, face à son ancien club de la Section paloise.
Il participe également aux phases finales de la Champions Cup à chaque fois en tant que remplaçant. En huitièmes de finale retour lors de la victoire du Racing face au Stade français Paris, il ne dispute qu'une minute de match en remplaçant Baptiste Chouzenoux. En quart de finale, il entre à la 72e minute en remplacement d'Anton Bresler lors de la victoire du Racing face au Sale Sharks. En demi-finale, le Racing s'incline face au Stade rochelais, 13 à 20, il entre sur le terrain à la 60e minute en remplacement de Bernard Le Roux.

#### Stade français Paris (depuis 2022)
En juin 2022, il s'engage avec le Stade français Paris jusqu'en juin 2026.
Il dispute son premier match avec Paris lors de la première journée de la saison 2022-2023 face à l'ASM Clermont Auvergne en tant que titulaire en deuxième ligne. Alors qu'il a disputé 12 matches de Top 14 (dont 10 en tant que titulaire) et 1 match de Champions Cup, fin décembre 2022, durant le boxing day, il se rompt les ligaments de la cheville lors du match face au Racing 92 et doit subir une opération chirurgicale. Il fait son retour à la compétition le 1er avril 2023 lors du huitième de finale du Challenge européen perdu face au Lyon OU (24 à 41) en tant que titulaire. Pour sa première saison avec le Stade français, il dispute 17 matchs de championnat et 2 matchs de Champions Cup.
Le 25 février 2025, lors de la 15e journée de Top 14, il reçoit un carton rouge pour un plaquage dangereux sur le joueur du RC Vannes, Filipo Nakosi, et il est suspendu durant six semaines.

### En équipe nationale

#### Équipe de France des moins de 18 ans
Baptiste Pesenti remporte le Championnat d'Europe des moins de 18 ans en 2015 avec l'équipe de France des moins de 18 ans.

#### Équipe de France des moins de 20 ans
Il dispute dix matchs avec l'équipe de France des moins de 20 ans en deux saisons, prenant part à deux éditions du tournoi des Six Nations en 2016 et 2017, et à une édition du championnat du monde junior en 2017. Il inscrit trois essais, soit quinze points.

#### Équipe de France
Il est appelé pour la première fois en l'équipe de France par Fabien Galthié en remplacement de Cameron Woki (testé positif au Covid-19) pour participer à la tournée d'automne 2020. Il obtient sa première cape face à l'Italie lors de la coupe d'automne des nations en tant que titulaire en deuxième ligne,. Il est de nouveau titulaire lors de la défaite française à Twickenham face à l'Angleterre en finale de la compétition 22 à 19 après prolongation.
Il est rappelé par le sélectionneur pour participer à la tournée d'été avec le XV de France en juillet 2021. Il dispute deux matches face à l'Australie en tant que remplaçant,.

## Statistiques

### En club
| Saison                     | Club                       | Championnat | Championnat | Championnat | Compétitions de l'EPCR | Compétitions de l'EPCR | Compétitions de l'EPCR |
| Saison                     | Club                       | Compétition | Matchs      | Essais      | Compétition            | Matchs                 | Essais                 |
| -------------------------- | -------------------------- | ----------- | ----------- | ----------- | ---------------------- | ---------------------- | ---------------------- |
| 2016-2017                  | Section paloise            | Top 14      | 0           | 0           | Challenge européen     | 4                      | 0                      |
| 2017-2018                  | Section paloise            | Top 14      | 14          | 4           | Challenge européen     | 0                      | 0                      |
| 2018-2019                  | Section paloise            | Top 14      | 21          | 1           | Challenge européen     | 3                      | 0                      |
| 2019-2020                  | Section paloise            | Top 14      | 9           | 1           | Challenge européen     | 5                      | 2                      |
| 2020-2021                  | Section paloise            | Top 14      | 14          | 0           | Challenge européen     | 0                      | 0                      |
| Sous-total Section paloise | Sous-total Section paloise | Top 14      | 58          | 6           | Challenge européen     | 12                     | 2                      |
| 2021-2022                  | Racing 92                  | Top 14      | 11          | 1           | Coupe d'Europe         | 3                      | 0                      |
| Sous-total Racing 92       | Sous-total Racing 92       | Top 14      | 11          | 1           | Coupe d'Europe         | 3                      | 0                      |
| 2022-2023                  | Stade français Paris       | Top 14      | 17          | 0           | Champions Cup          | 2                      | 0                      |
| 2023-2024                  | Stade français Paris       | Top 14      | 22          | 0           | Champions Cup          | 2                      | 0                      |
| 2024-2025                  | Stade français Paris       | Top 14      | 16          | 0           | Champions Cup          | 3                      | 0                      |
| Sous-total Stade français  | Sous-total Stade français  | Top 14      | 55          | 0           | Champions Cup          | 7                      | 0                      |

### Avec le XV de France
Au 16 juillet 2024, Baptiste Pesenti compte six sélections. Il connait sa première sélection avec l'équipe de France le 28 novembre 2020 à l'occasion d'un match contre l'Italie dans le cadre de la Coupe d'automne des nations,.
| Année | Compétition                 | Matchs | Points | Essais |
| ----- | --------------------------- | ------ | ------ | ------ |
| 2020  | Coupe d'automne des nations | 2      | -      | -      |
| 2021  | Test matchs                 | 2      | -      | -      |
| 2024  | Test matchs                 | 2      | -      | -      |
| Total | Total                       | 6      | 0      | 0      |

## Palmarès

### En club
- Section paloise
  - Finaliste du Championnat de France espoirs en 2018

### En sélection nationale
- France -18
  - Vainqueur du Champion d'Europe des moins de 18 ans en 2015[32].

- France
  - Finaliste de la Coupe d'automne des nations en 2020